# Mindre kubatornuggla
Mindre kubatornuggla (Tyto maniola) är en förhistorisk utdöd fågel i familjen tornugglor inom ordningen ugglefåglar. Den beskrevs 2020 utifrån fossila lämningar funna på Kuba.